# Manato Yamada
Manato Yamada (jap. 山田 真夏斗, Yamada Manato; * 31. Mai 2001 in der Präfektur Shiga) ist ein japanischer Fußballspieler.

## Karriere
Manato Yamada erlernte das Fußballspielen in den Mannschaften der Ohara Secundary School, der Sagawa Shiga Academy sowie in der Rissho University Shonan High School. Seinen ersten Profivertrag unterschrieb er 2020 beim Matsumoto Yamaga FC. Der Verein aus Matsumoto spielte in der zweiten japanischen Liga, der J2 League.
Sein Zweitligadebüt gab er am 20. Dezember 2020 im Heimspiel gegen den Ehime FC. Hier wurde er in der letzten Minute für Toyofumi Sakano eingewechselt. Nach Ende der Saison 2021 belegte er mit dem Verein aus Matsumoto den letzten Tabellenplatz und musste in die dritte Liga absteigen.